# Chiesa di San Giovanni Nepomuceno (San Giovanni di Fassa)
La chiesa di San Giovanni Nepomuceno è la piccola chiesa sussidiaria di Vallonga, frazione di San Giovanni di Fassa in Trentino. Fa parte della zona pastorale di Fiemme e Fassa e risale al XVIII secolo.

## Storia

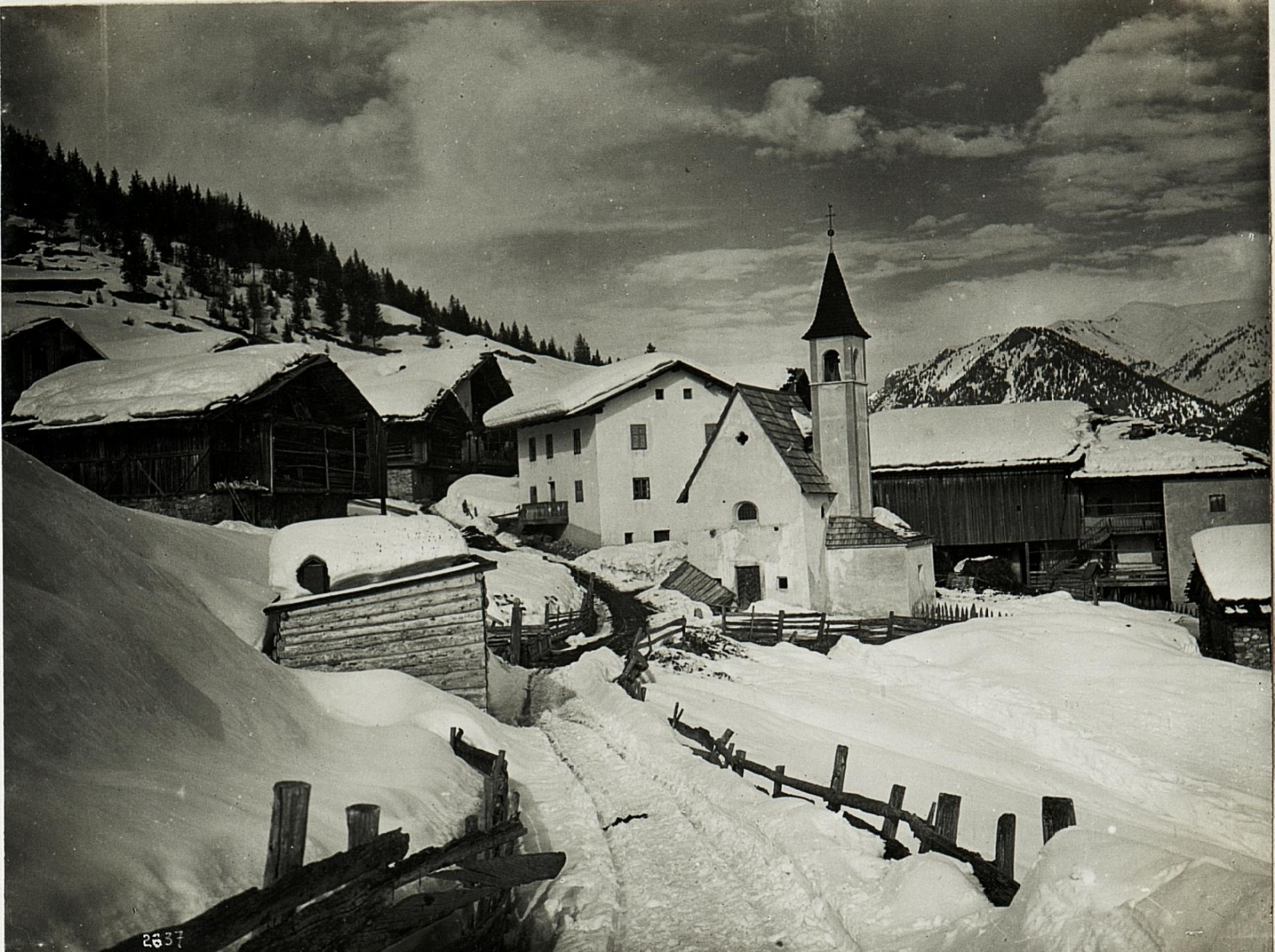
Vallonga con la sua chiesa tra il 1914 e il 1918

La costruzione della piccola chiesa a Vallonga risale alla metà del XVIII secolo.
Nel 1818, dal punto di vista della giurisdizione ecclesiastica, la zona passò dalla diocesi di Bressanone a quella di Trento.
Negli anni quaranta del XX secolo l'edificio venne restaurato e fu oggetto di un arricchimento decorativo che interessò le volte della sala e la facciata ad opera del fassano Maurizio Anes.
L'adeguamento liturgico è stato realizzato tra gli anni 1965 e 1975 e un ultimo ciclo di restauri si è avuto nel anni ottanta, quando è stato cancellato il Cristo dipinto da Anes sulla facciata circa quarant'anni prima.

### Tradizione
Dal momento della sua costruzione e sino allo scoppio della prima guerra mondiale la piccola chiesa era la meta di una processione che ogni anno, per la festa patronale del 16 maggio, partiva da Nova Levante ed arrivava a Vallonga.

## Descrizione
L'edificio si trova al centro dell'abitato ed è orientato verso est. La facciata è alta e stretta, con spioventi che formano un arco acuto. Il portale ha cornici in pietra, ai lati ha due ampie finestre ed è protetto da una piccola tettoia. La sacrestia si trova a destra della costruzione, dove si alza anche la torre campanaria con copertura a piramide.
La navata è unica ed il presbiterio è leggermente rialzato.